# Kasa Jizō
Kasa Jizō Jizo do Chapéu (笠地蔵) é uma lenda folclórica sobre um casal cuja generosidade é recompensada pelos bodisatva Kṣitigarbha, que são conhecidos como Jizō em japonês. A história é comumente contada pelos pais para seus filhos para ensinar-lhes valores morais, hábito enraizado na doutrina budista. Um título alternativo, Kasako Jizō Criança jizo do chapéu (笠子地蔵) pode ser encontrado nas Prefeituras de Iwate e Fukushima. A origem do conto pertence às regiões de Tōhoku e Niigata, com os mais velhos registros vindo de Hokuriku, bem como das áreas do oeste japonês, como as prefeituras de Hiroshima e Kumamoto. A origem precisa, no entanto, permanece desconhecida.

## Resumo
Um dia, em uma região cheia de neve, vivia um empobrecido casal idoso. No Dia do Ano Novo, o casal percebeu que não seria capaz de comprar mochi (um clássico doce japonês feito de arroz, que é comido no ano novo para trazer boa sorte). O senhor idoso decidiu ir até a cidade abaixo da montanha na qual vivia para vender seus kasa (笠 tradicional chapéu asiático com formato cônico), que sua esposa havia feito em casa, mas seus esforços não tiveram sucesso. Devido ao mau clima, o homem desistiu da tarefa e voltou para casa. No meio da jornada, o homem encontra um grupo de estátuas Jizo, às quais ele decidiu dar os chapéus como forma de oferenda, e também para manter suas cabeças livres de neve. Porém, ele tinha kasa para todas as estátuas, menos uma. Para esta, ele deu seu próprio lenço tenuguiPara secar as mãos (手拭い), e após isso foi para casa. Chegando lá, o homem contou o que acontecera para sua esposa, que o parabenizou pelo seu comportamento generoso, sem o criticá-lo por não conseguir comprar o mochi. Naquela noite, enquanto o casal dormia, ouviu-se um som alto de batida do lado de fora da casa. O casal, assustado, abre a porta e encontra uma pilha de tesouros, incluindo arroz, vegetais, moedas de ouro e o próprio mochi. O casal de idosos vê, então, o grupo de Jizo marchar para longe na estrada cheia de neve. Tendo sido recompensado pelo seu altruísmo, o casal foi capaz de celebrar o Ano Novo.

## Análise
Enquanto o conto tem a moral baseada no espírito budista bodisatva Kṣitigarbha, o caráter recíproco das estátuas é remanescente das entidades Xintoístas conhecidas como toshigamiEspírito do ano novo (年神). Esses espíritos são conhecidos por trazer boa sorte no Ano Novo e existem em uma variedade de festivais regionais, como o Namahage da prefeitura de Akita e o ToshidonDesejos do ano novo (年貪) de Kagoshima. Uma comparação pode ser feita com o marebito Pessoa rara (稀人), um ser sobrenatural que vem do mundo espiritual para trazer sabedoria e felicidade. Além disso, a quantidade de jizo totaliza seis (em referência aos Jizo dos seis reinos). Variações da lenda contam que houve somente um jizo, enquanto outras totalizam três, sete, e até vinte estátuas.

## Variações
Algumas variações da história são:
- O senhor dá à estátua seu próprio kasa, ao contrário de um tenugui.
- No lugar de um grupo de estátuas, somente uma recompensa a atitude do homem.
- Em vez de jizo, os Sete Deuses da Sorte presenteiam o homem.
- No lugar de receber presentes, o casal é levado para o Paraíso do OesteGokuraku (極楽)
- O homem vai para a cidade vender quimonos, mas vendo que o senhor não conseguiu vender nada, um homem oferece trocar os quimonos pelos kasa que ele também não pudera vender.

Há uma versão da história na qual o homem dá tecido ojiyachijimi aos jizo em vez de chapéus. Em outra versão, a esposa do homem faz carretéis de linha para serem vendidos na cidade. No Japão moderno há outra história com outra moral, na qual o homem leva uma estátua para sua casa. Sua esposa fica brava, e arroz começa a sair da estátua. Gananciosa por mais arroz, a mulher bate na estátua, mas o arroz para de sair.